# Harald Rockstuhl
Harald Rockstuhl (* 1957 in Bad Langensalza) ist ein deutscher Verleger und Autor von Sachbüchern über die Thüringer Geschichte und der Hainichregion.

## Leben
Harald Rockstuhl ist der Sohn von Werner Rockstuhl und wuchs in Tüngeda auf. Nachdem er ab 1974 Reportagen und heimatgeschichtliche Beiträge für diverse Zeitungen und Zeitschriften geschrieben hatte, erschienen seit 1982 verschiedene Publikationen in kleineren Auflagen. Seine erste größere Veröffentlichung war im Jahr 1986/87 das Lebenswerk des Heimatdichters Heinz Keil (1916–1985) aus Burgtonna. Die Hainich-Heimatforschung begann er 1988 mit einer Reportage über August Giese. Er gründete 1990 den Verlag Rockstuhl und gab darüber die Hainich-Heimathefte heraus. Im gleichen Jahr begann die Zusammenarbeit mit dem Sachbuchautor Günter Fromm, bevor der Verlag im folgenden Jahr um Thüringer Heimatliteraturversand erweitert wurde.
Rockstuhl ist verheiratet und Vater einer Tochter.

## Schriften (Auswahl)
- Die Geschichte der Ruhlaer Eisenbahn 1880–1967 „Rühler Bimmel“. Ruhla – Heiligenstein – Thal – Farnroda – Wutha. Rockstuhl, Bad Langensalza 1997, ISBN 3-929000-62-8.
- Chronik der Stadt Bad Langensalza in Thüringen 786–2000. Rockstuhl, Bad Langensalza 1999, ISBN 3-929000-97-0.
- Die Geschichte der Wenigentaft-Oechsener Eisenbahn. 1912–1952. Rockstuhl, Bad Langensalza 1999, ISBN 3-932554-00-0.
- Chronik von Ufhoven in Thüringen. Von den Anfängen bis 2001. Rockstuhl, Bad Langensalza 2001, ISBN 3-929000-91-1.
- Die Geschichte des Baumkronenpfades im Nationalpark Hainich an der Thiemsburg. Rockstuhl, Bad Langensalza 2006, ISBN 3-938997-06-0.
- mit Thomas Puhl: Bad Langensalza – Bilderchronik 1987–1989. Ein Stadtrundgang. Rockstuhl, Bad Langensalza 2010, ISBN 978-3-86777-183-2.